# 김원규 (1925년)
김원규(1925년 10월 25일~1995년 6월 16일)는 대한민국의 정치인이다. 제9대 국회의원을 지냈다.

## 역대 선거 결과
|  | 49.30% |

|  | 20.39% |